# Blanca Navidad (canción de Lucía Gil e Ismael García)
«Blanca Navidad» es una canción interpretada por la cantante española Lucía Gil y con la colaboración de 
Ismael García. La canción fue lanzada tras el concurso de My Camp Rock como premio a Gil. Blanca Navidad fue lanzada el 29 de noviembre de 2009.
Fue compuesta y producida por Jacobo Calderón. Esta canción es una adaptación del popular villancico de dominio público "Jingle Bells"[cita requerida]

## Promoción
El sencillo solo se promocionó en la publicidad de Disney Channel durante la Navidad de 2009.[cita requerida]

## Vídeo musical
El vídeo comienza con Ismael y Lucía en un suelo giratorio y cantando y detrás en una imagen emite a unos cachorros jugando en la nieve. Tras esto pasan a una sala donde hay muchas lámparas que emiten diferentes colores y después en un fondo blanco Lucía e Ismael jugando con una pelota grande y tras esto siguen bailando y por último Lucía e Ismael montan un árbol de Navidad y aparece una cachorro de Labrador.